# Hammer Niederlind

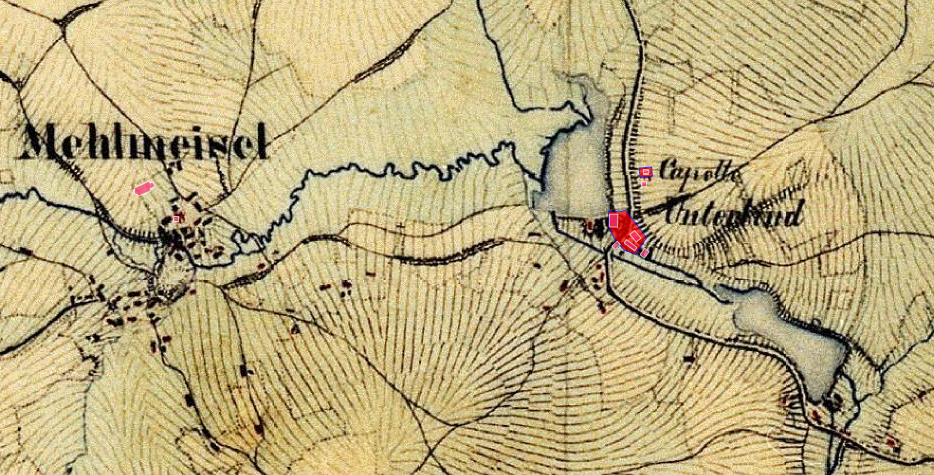
Lageplan des Hammers Niederlind auf dem Urkataster von Bayern

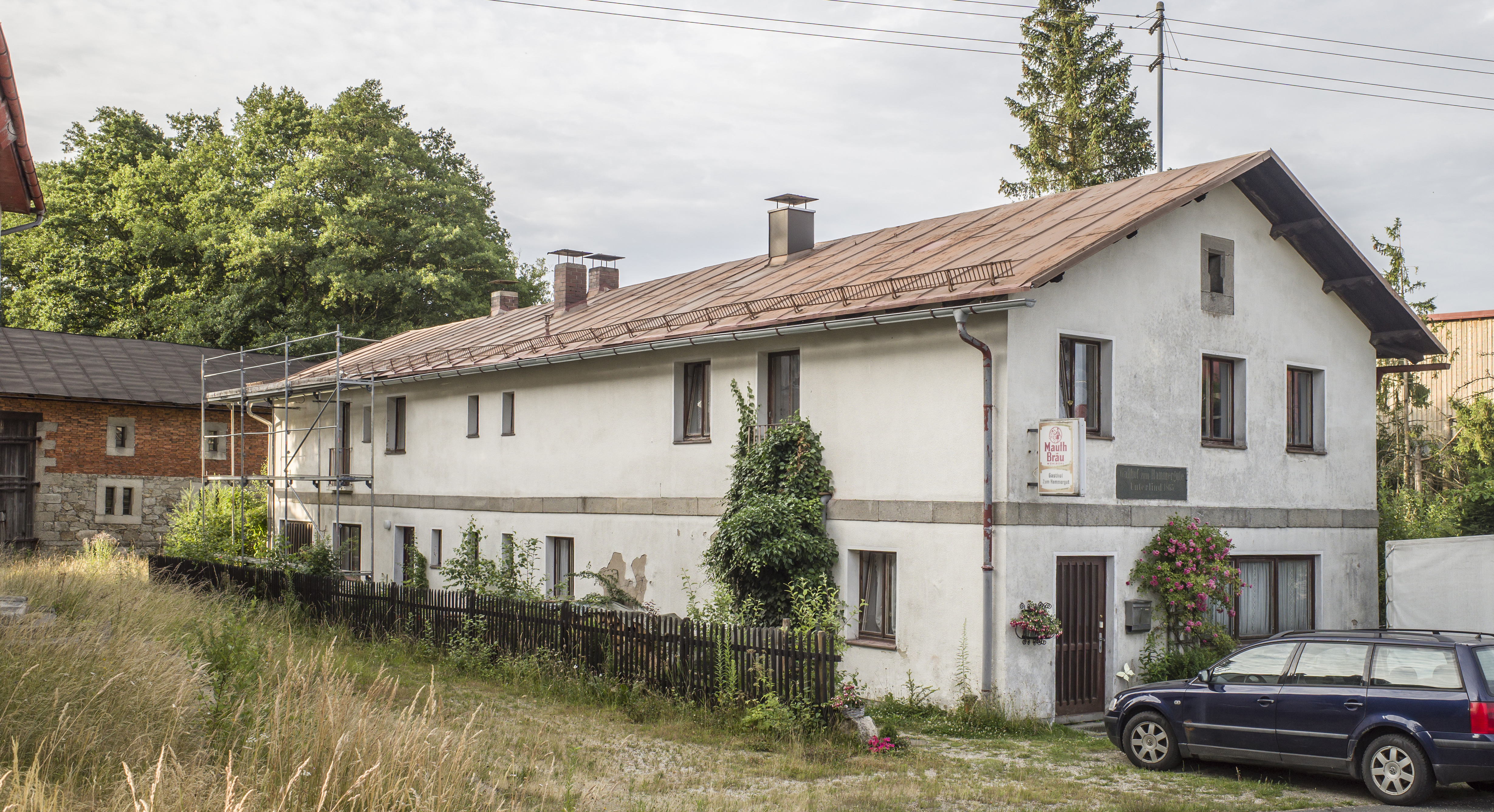
Wirtschaftsgebäude des Hammergutes Niederlind (2023)

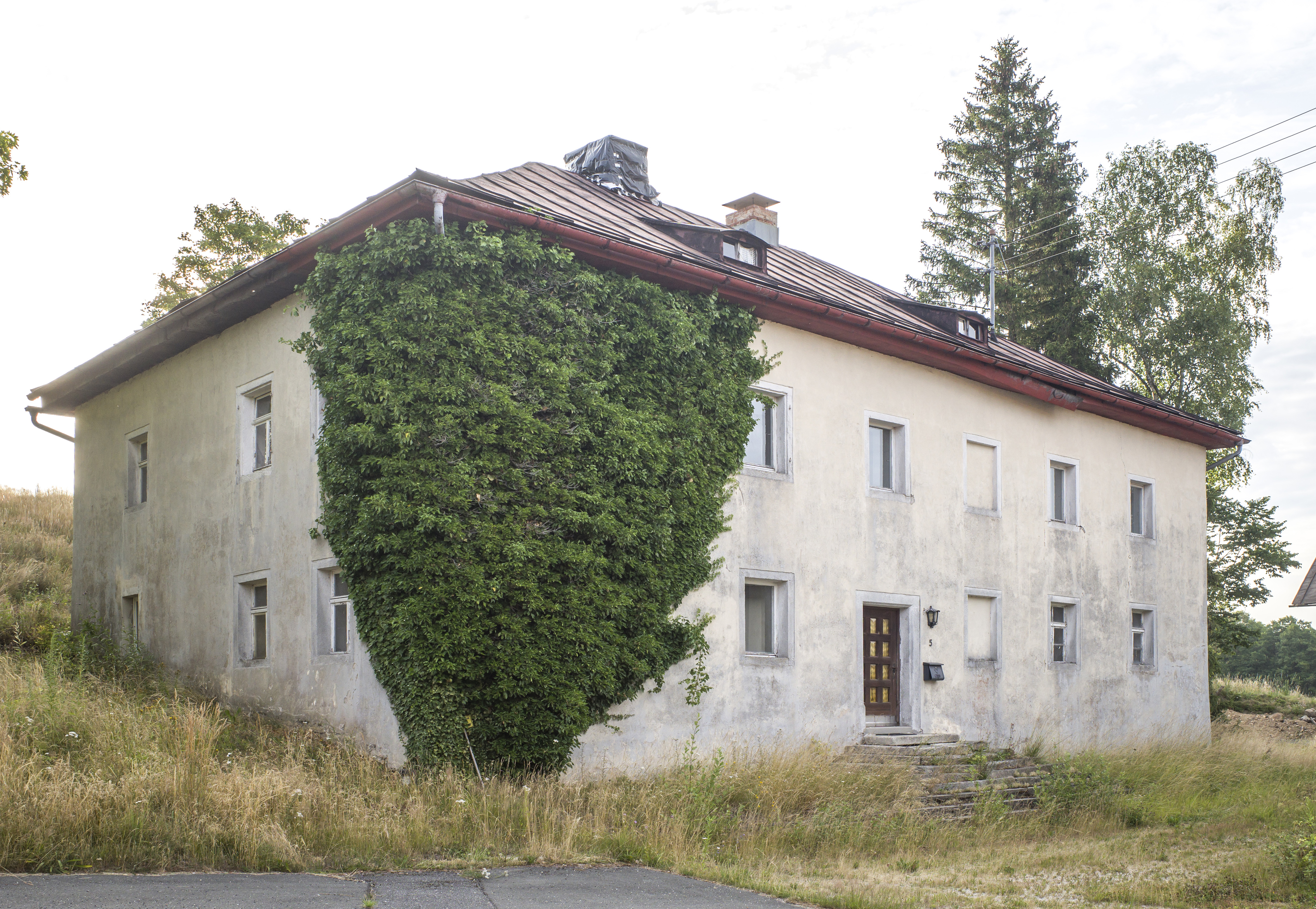
Bergamtsgebäude in Unterlind

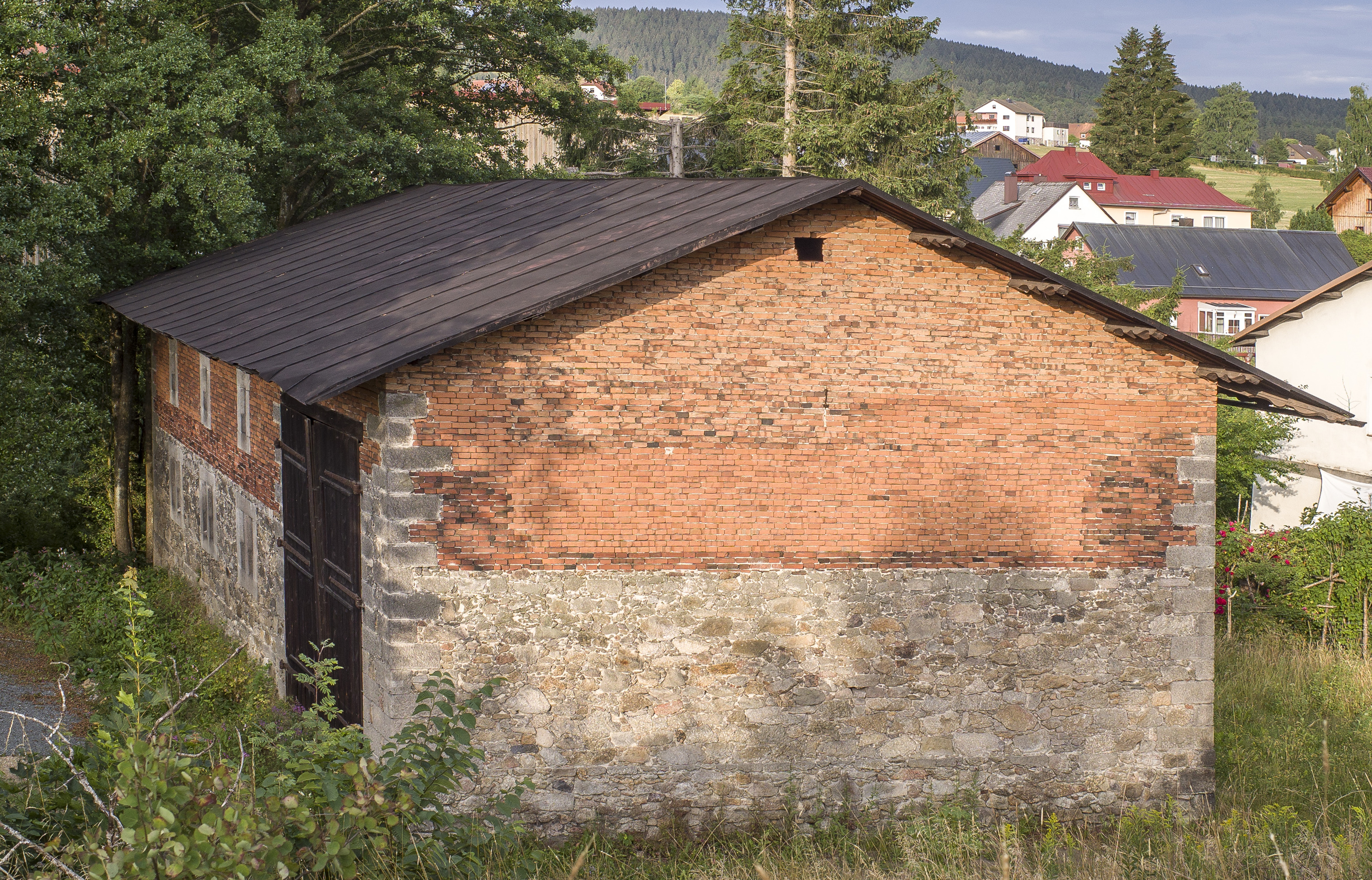
Stadel des Bergamtes Unterlind

Der Hammer Niederlind (später Hammer Unterlind) lag in der oberpfälzischen Ortschaft Unterlind in der Gemeinde Mehlmeisel (seit 1972 Oberfranken). Der Eisenhammer wurde vom Wasser der Fichtelnaab angetrieben.

## Geschichte
Unter die Schürferlaubnis, die Kurfürst Philipp von der Pfalz den Brüdern Hermann und Hans von Hirschberg im April 1478 ausstellte, fiel auch das Recht, Hammerwerke zu errichten. In Folge dieser Übergabe des Bergregals an die Hirschberger entstand auch der Hammer Niederlind. In den Lehensurkunden ist seit dem 15. Jahrhundert bei den sogenannten „vier Öden um Mehlmeisel“ die „öde zu Nidenlint“ genannt. Ein Hammer ist hier seit dem 16. Jahrhundert dokumentiert. Zwischenzeitlich scheint der Hammer öd gefallen zu sein. 1583 wurde dieser Hammer dann wieder auf Kosten des hirschbergischen Untertanen Tobias B(P)auer wiedererrichtet. Bei der Steuerveranlagung von 1630 heißt es „Nidernlind zunächst bey Mehlmeißl … ein Hammer (geschätzt auf 2000 fl)“.
Auf einem Nebengebäude des ehemaligen Hammerhauses ist eine Stiftertafel mit folgender Inschrift: „Alß man Zelt 1547 Jahr den 15 May geborn war Thobias pauer der eltter diß geschlicht der Allzeit gehandeltt vfricht und recht . Fritz Bauer zu ebnath war men vatter Ein Mobleysin von Schönfelldt mein mutter . Alß man 1587 schreiben thet. welcher ich lebt. Anna Schmiedtin von Redwitz ich mir erwelt Zu einer Havßfrauen fürwar. mit welcher ich lebt 36 Jahr. wie man 1583 thet zehlen niederlindt zur Baustett thet ich erwehlen. dieser hammer erbaueten wir auß den Grundt daran Wir erlitten viel sauer stundt Nach christi geburt Alß zehlten wir tausent sechshundert zehen und vier . zu Bauen diß Hauß ich thet fangen an. in dem mit Gott mein Havßfrau am den Ersten septembr schlief sie ein. Gott hat uns bescherdt neun kinderlein. kom her und schaff mir auch bald ruh denn ich bin satt der sorg vnd Müh vnnd gieb Gnad das All mein Nachkhomen diß Haus besitzen mit ihren frommen Amen.“
In einem Bericht vom 16. Januar 1666 über den Stand des Bergbau- und Hammerwesens in der Oberpfalz wird über Niderlind überliefert: „Ain hammer zu Niderlindt in der hofmark Ebnath, Balthasaren Pauern zugehörig, zwar gangbar, yedoch durch ihne nit, sondern den von Altmannshausen als bestandnern des Fichtelbergischen Pergwerks, deme solcher hammer bestandsweis überlassen ist, bestellt und alsa obengemeltes schlechte Ärzt verarbeitet wird.“
1674 kam der Hammer Niederlind durch Kauf ganz an den Johann Ernst von Altmannshausen, der damals auch den Hammer Oberlind sowie den Hammer Ebnath besaß. Dieser musste 1689 wegen des Vorwurfs der Unterschlagung von Einnahmen gegenüber dem Landesherrn fluchtartig das Land verlassen, und so gelangte der Hammer Niederlind unter staatliche Aufsicht. Der Landrichter von Kemnath, Macolini, erhielt als Bergoberst die Oberaufsicht über Nieder- und Oberlind. 1792 wird der Hammer in Unterlind, zugehörig zum Kurfürstlichen Bergamt Fichtelberg, erwähnt. 1850 wurde das Werk eingestellt und 1864 wurde das Bergamt aufgehoben.
Unter Denkmalschutz stehen das frühere Bergamt, ein zugehöriger Stadel sowie ein Wirtschaftsgebäude des Hammerguts. Die Anlage wird als Bodendenkmal unter der Aktennummer D-4-6037-0011 im Bayernatlas als „archäologische Befunde und untertägige Teile der ehem. Bergamtgebäude des frühen 17. Jahrhunderts von Unterlind“ geführt. Ebenso ist sie unter der Aktennummer D-4-72-164-7 als denkmalgeschütztes Baudenkmal von Unterlind verzeichnet.